# Code de la route (Belgique)
Pour les autres articles nationaux ou selon les autres juridictions, voir Code de la route.
Le code de la route  dispose du cadre juridique relatif à la circulation routière en Belgique.

## Historique
La sixième réforme de l'État belge fait passer les compétences en matière de mobilité routière du gouvernement fédéral aux régions, ce qui mène à l'entrée en vigueur de différences régionales dès l'année 2017, notamment en matière de limitation de vitesse.

## Législation belge
En dépit de l’appellation usuelle « code de la route », la législation belge se compose de différentes lois, arrêtés royaux, arrêtés ministériels, lois, règlements européens, décrets et arrêtés, circulaires, COL et législations groupées, en particulier :
- Loi relative à la police de la circulation routière, coordonnée par l’arrêté royal du 16 mars 1968 ;
- Arrêté royal portant règlement général sur la police de la circulation routière et de l'usage de la voie publique. [M.B. 09.12.1975]
- Arrêté royal désignant les infractions par degré aux règlements généraux pris en exécution de la loi relative à la police de la circulation routière. [M.B. 09.11.2005]
- Arrêté royal portant règlement général sur les conditions techniques auxquelles doivent répondre les véhicules automobiles et leurs remorques, leurs éléments ainsi que les accessoires de sécurité. [M.B. 28.03.1968]

## Limitations de vitesse

Limitations de vitesse en Wallonie.

Limitations de vitesse en Flandre.

En agglomération, les limitations de vitesse sont les suivantes :
- Règle générale en Flandre et en Wallonie : 50 km/h
- Règle générale à Bruxelles : 30 km/h
- Par dérogation, la vitesse peut être portée à 70 km/h sur certains axes bien définis
- En zone résidentielle ou de rencontre : 20 km/h
- Sur les ralentisseurs de trafic et dans les zones 30 : 30 km/h

Hors agglomération, les limitations de vitesse sont les suivantes :
- Règle générale : 90 km/h en Wallonie, 70 km/h en Flandre (depuis le 1er janvier 2017) et 70 km/h à Bruxelles (depuis le 1er janvier 2021)
- Sur les voies express 2×2 bandes séparées par un terre-plein ou une berme centrale : 120 km/h
- Sur autoroute : 120 km/h, ainsi qu’une vitesse minimale de 70 km/h
- En cas de pic de pollution, la vitesse est limitée à 90 km/h sur une grande partie des autoroutes et voies express belges. Les tronçons concernés sont signalés par un panneau limitant la vitesse à 90 km/h complété par la mention « SMOG ».

Le panneau C43 (disque blanc bordé de rouge avec mention de la vitesse) peut indiquer une vitesse différente.  Ce panneau est valable jusqu’au signal C45 (fin de limitation de vitesse) ou jusqu’au prochain carrefour.  Il existe également des panneaux indiquant que la vitesse s’applique dans une « zone », et la limitation de vitesse est valable jusqu’au panneau indiquant la fin de ladite zone.

### Mise en application
Les contrôles de vitesse sont réguliers et effectués soit par des radars fixes (qui sont en général annoncés par un signal routier ad hoc), soit par des radars mobiles. 

#### Contrôle par radars fixes
Les radars fixes, selon les générations et les modèles, peuvent flasher soit par devant, soit par derrière, soit dans les deux sens. La plupart des appareils en usage flashent toutefois par l'arrière du véhicule. Des radars tronçons sont également en cours de déploiement.
Sur autoroute, les radars fixes sont installés de préférence sur des tronçons accidentogènes, aux abords des échangeurs autoroutiers ou dans les tunnels. Des radars fixes transportables sont également utilisés à hauteur des tronçons où la vitesse est limitée pour cause de travaux.
Sur les routes nationales, on les retrouve principalement dans les zones habitées hors agglomération et à l'approche de carrefours dangereux.
En agglomération, les radars fixes sont très régulièrement placés aux carrefours, à la sortie des tunnels et sur les voiries qui incitent de par leur configuration l'automobiliste à ne pas respecter la limitation.

#### Contrôles mobiles
Ces contrôles sont le plus souvent effectués à l'aide de radars embarqués à bord de voitures banalisées. Les contrôles se font par l'arrière et aussi par l'avant (A.R. du 12 octobre 2010 qui abroge celui de 1997)
De plus la loi oblige à placer à l'avant une reproduction identique de la marque d'immatriculation officielle et depuis 2001, cette reproduction doit être rétro-réfléchissante. 
La police belge peut placer ces véhicules banalisés à n'importe quel endroit : dans la verdure du terre-plein central, sous un pont, dans un échangeur autoroutier, le long d'une avenue, à la sortie des tunnels, etc.
La police belge n'utilise pas de jumelles comme c'est le cas en France

#### Efficacité
(16 février 2021).
- Si vous ne connaissez pas le sujet, laissez ce bandeau (vous pouvez alors contacter les auteurs).
- Si vous supprimez le contenu mis en cause (vous pouvez préalablement contacter les auteurs),

argumentez précisément cette suppression dans la page de discussion
(un manque de référence n'est pas un argument ; une recherche réelle de référence doit avoir été effectuée, être formellement documentée).
Malgré les contrôles fréquents et les amendes nettement plus élevées que dans les autres pays européens (par exemple, rouler à 80 km/h en ville sur un boulevard où la vitesse est limitée à 50 km/h coûte 250 euros), de nombreux conducteurs s'octroient une certaine latitude par rapport aux limitations de vitesse. C'est en particulier le cas sur autoroute où la majorité des véhicules roulent aux alentours de 130 km/h.
En Flandre et à Bruxelles, le respect des limitations sur les nationales et en agglomération s'améliore progressivement car les contrôles y sont fréquents et les parquets appliquent des politiques de sanctions plus lourdes. La Wallonie est très en retard par à rapport aux deux autres Régions et aussi par rapport aux pays voisins. Ce n'est que depuis la toute fin de dernière législature[Laquelle ?] et les élections régionales suivantes que des radars fixes ont été annoncés sur les routes nationales. Peu sont actuellement en place, notamment dans le sud du pays.[réf. nécessaire]

## Usage des feux
- Il est interdit de circuler avec les feux de position allumés en lieu et place des feux de croisement ou de route[2].
- Il est interdit de laisser son clignotant gauche en fonction durant un dépassement : on l'actionne lorsque l'on déboîte, puis le coupe, et enfin on actionne (obligatoirement) le clignotant droit lorsqu'on se rabat.
- Il est également interdit de faire usage de ses feux antibrouillard sauf si la visibilité est fortement réduite.

## Position sur la chaussée, dépassement, ronds-points

Signal D5 en Belgique, annonçant un rond-point.

- Il est obligatoire de circuler à droite sur l'autoroute ou la voie rapide, les seuls moments où l'on peut se trouver sur la bande centrale ou de gauche est lors d'un dépassement.  Une fois ce dépassement effectué, les conducteurs doivent se remettre sur la bande de droite.  il est donc interdit de circuler sur la bande du milieu si l'on n'est pas en train de dépasser un véhicule qui se trouve sur la bande de droite. Il n'existe pas de « voie pour véhicules lents » en Belgique.
- Sauf mention contraire par un signal F107 (rectangle bleu avec pictogramme blanc représentant un camion dépassant une voiture), les camions de plus de 3,5 t ne peuvent pas dépasser sur les autoroutes qui n'ont que deux bandes de circulation.
- Contrairement à la France, il n'existe pas de disposition particulière en Belgique pour réglementer la voie de circulation à utiliser dans un rond-point qui en compte plusieurs. Le rond-point est considéré comme une chaussée distincte des chaussées adjacentes et qui a priorité sur ces dernières. À l'intérieur du rond-point, les mêmes règles s'appliquent que pour toute autre chaussée sans obligation de circuler le plus près possible du bord droit de la chaussée, obligation de céder le passage aux autres usagers lorsqu'on effectue une manœuvre (un changement de voie étant une manœuvre), interdiction de dépasser par la droite, etc. Les conducteurs doivent mettre le feu indicateur de direction pour quitter un rond-point. En Belgique, un rond-point est toujours signalé par un signal D5 (disque bleu avec flèches blanches figurant un sens giratoire). Une place ronde ou toute autre voirie qui ressemble à un rond-point mais n'est pas signalée par un signal D5 n’en est pas un, et c’est la priorité de droite qui s’applique alors. Depuis 2019, la plupart des communes belges abandonnent la priorité de droite qui cause environ 15 000 accidents[3].

## Arrêt et stationnement
- Le stationnement est interdit à moins de 5 m en deçà d'un passage piéton ou à moins de 20 m de feux tricolores.
- L'arrêt en double file est interdit. La notion d'arrêt en Belgique est très restrictive. Il s'agit d'un véhicule qui n'est immobilisé que pendant le temps requis pour le débarquement ou l'embarquement de personnes ou de choses. La durée de l'immobilisation n'a pas d'importance en soi. La police apprécie en revanche de manière très restrictive la notion de « temps requis » et le concept d'embarquement ou débarquement. Par exemple un livreur de meubles qui vient livrer un canapé chez un client est à l'arrêt tant qu'il déplace le canapé depuis son camion vers la maison de son client. Il est en revanche considéré comme en stationnement lorsqu'il fait signer les papiers de réception au client.
- Il est également totalement interdit de circuler, s'arrêter ou se stationner sur une piste cyclable.  (110 euros d'amende) À Bruxelles, la tolérance zéro est appliquée par les Bikers de la police[réf. nécessaire].
- S'arrêter ou stationner sur un trottoir coûte la même somme.
- L’usage du téléphone portable est interdit, le simple fait de le tenir en main constitue une infraction.
- Le stationnement sous un pont constitue également une infraction du 2e degré (110 euros) sauf dans le cas d'une réglementation locale l'autorisant.

## Autres dispositions
- Alcoolémie au volant : sanction à partir de 0,5 g/l d'alcool dans le sang
- Triangle de présignalisation obligatoire.
- Gilet fluo obligatoire[4].
- Un signal lumineux affichant une flèche verte pointant à gauche de l'autre côté d'un carrefour s'appelle « flèche de dégagement ». Elle indique que la circulation venant en sens inverse sur la chaussée que les conducteurs qui tournent à gauche s'apprêtent à quitter, est arrêtée par un feu rouge afin de faciliter l'évacuation du carrefour.

## Spécificités régionales
Le réseau routier et autoroutier national (malgré son appellation) a été régionalisé. Bruxelles ne comprend que quelques kilomètres d'autoroute. Les radars fixes sont plus nombreux en Région flamande et en Région bruxelloise qu'en Région wallonne.
En Wallonie, une partie de la population considère que l'augmentation de la vitesse pourrait améliorer la sécurité routière, et que rouler moins vite augmenterait la mortalité. Beaucoup de Wallons acceptent les excès de vitesses, sauf s'ils se produisent dans leur rue : 70 % des Wallons considèrent que les conducteurs roulent trop vite dans leur rue. En particulier 79,7 % des gens qui habitent au bord des routes limitées à 70 km/h trouvent la vitesse excessive, et 93,9 % des gens qui habitent au bord des routes limitées à 90 km/h trouvent la vitesse excessive.